# ویرلیبال

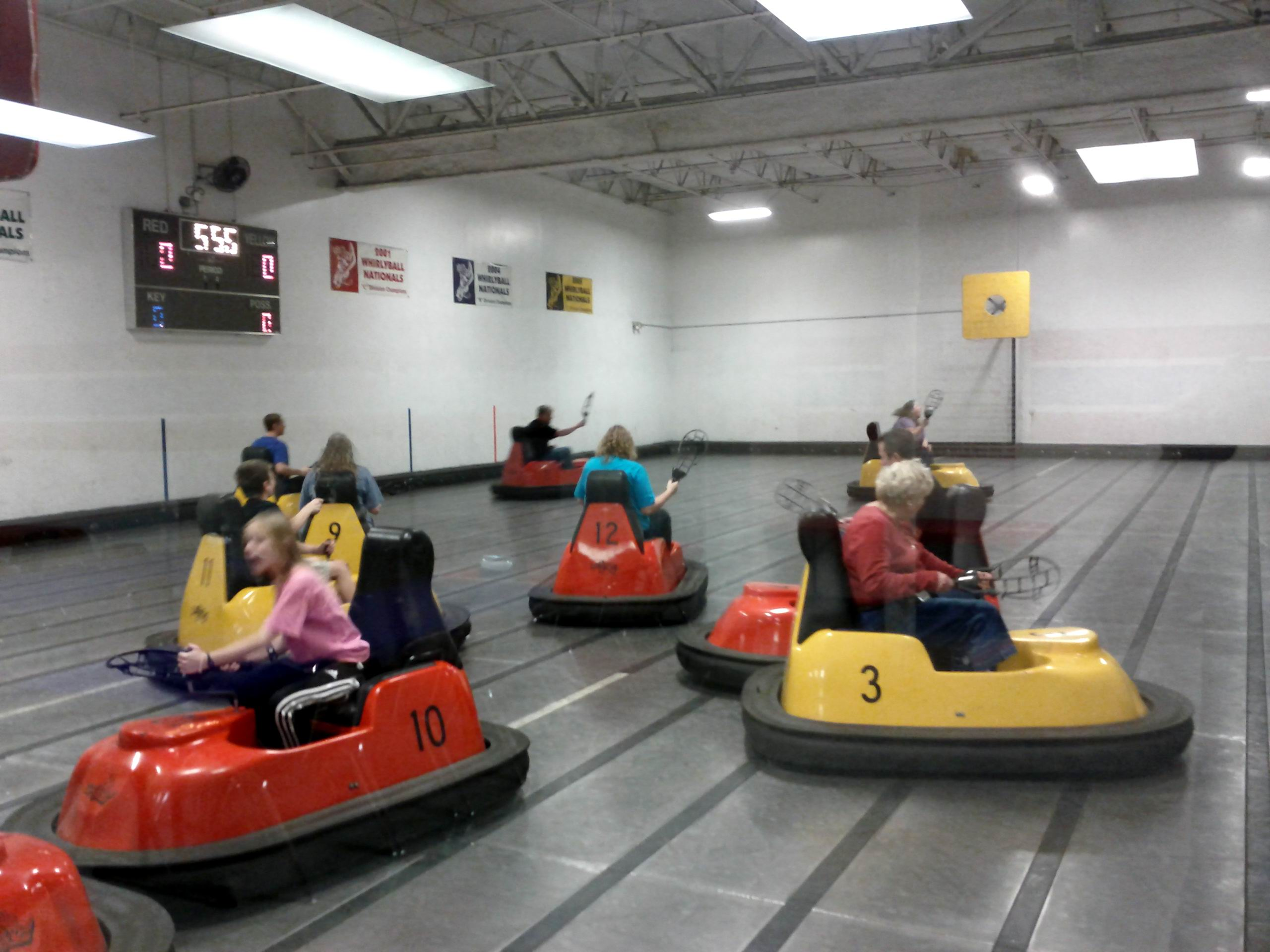
یک بازی ویرلیبال

ویرلیبال (به انگلیسی: Whirlyball) یک ورزش تیمی که توسط "Stan Mangum" ابداع شد. قوانین این ورزش ترکیبی از قوانین ورزش‌های بسکتبال و جای آلای است. از آنجایی که این ورزش نیازمند به زمین بازی مخصوص همراه با وسایل نقلیه‌های کوچک است، در مکان‌های انگشت شماری از آمریکا و کانادا برگزار می‌شود.